# Llanbedr
Llanbedr es un pueblo en el área de Ardudwy, condado de Gwynedd, Gales, Reino Unido.
El pueblo creció originalmente alrededor de las canteras  de pizarra. Entre los atractivos de Llanbedr se encuentran menhires del Neolítico y cabañas circulares de la Edad del Bronce. Las dunas de Morfa Dyffryn y la Isla Mochras se encuentran en las cercanías. Cuenta con dos pubs: Ty Mawr Hotel y la Posada The Victoria.
A menos de dos km del pueblo está la aldea de Pentre Gwynfryn, la cual alberga la antigua capilla de Capel Salem. El interior de ésta se hizo famoso gracias al pintor Sydney Curnow Vosper quien pintó a un miembro de la congregación, Siân Owen, con el atuendo tradicional galés.
Llanbedr posee un aeropuerto en desuso que, hasta 2004, fue operado por la Defence Evaluation and Research Agency (DERA) y QinetiQ como plataforma de despegue para vehículos aéreos no tripulados usados como objetivos de prueba por la RAF y otras fuerzas británicas. Frente al aeropuerto está una de las dos unidades NACATC (National Air Cadets Adventure Training Centres) en el Reino Unido (la otra está en Windermere, Distrito de los Lagos, Inglaterra.)
Al norte del pueblo se encuentra la villa de Pensarn, situada en el estuario marino donde el río Artro desemboca en el mar de Irlanda. Aquí tienen su sede el Club de yates Llanbedr & Pensarn y el centro de actividades al aire libre Christian Mountain Centre.
En la entrada sur del pueblo está el antiguo complejo de la RAF de Maes Artro, que apareció en la serie paranormal de televisión Most Haunted.
En las afueras del pueblo existe una estación ferroviaria, antiguamente conocida como Talwrn Bach Halt, que forma parte de la línea Cambrian Line.